# Camp Justice
Camp Justice (Al-Adala, arab. ‏معسكر العدالة‎) – baza wojskowa w Kazimiji w Iraku, położona na północ od Bagdadu.
Jej nazwę przemianowano z „Camp Banzai” w połowie września 2004 roku.
Baza wojskowa Camp Justice jest miejscem egzekucji Saddama Husajna w 2006 oraz powieszenia w 2007 jego przyrodniego brata Barzana Ibrahima al-Tikritiego i szefa irackiego Sądu Rewolucyjnego Awada Hamida al-Bandara.